# Jardins de Sardy
Les jardins de Sardy se situent à Vélines, en Dordogne, dans la région Nouvelle-Aquitaine. Ils bénéficient du label des jardins remarquables remis par le ministère de la Culture.

## Présentation
Les jardins de Sardy sont des jardins privés ouverts au public de Pâques à la Toussaint. Ils entourent un corps de ferme à l'architecture italienne. Les jardins eux-mêmes sont d'inspiration anglaise, Renaissance italienne et de l'Alhambra. Ils s'étendent sur cinq hectares.
Ils sont édifiés par la famille Imbs qui achète le domaine en 1956, « autour d'une ancienne fortification médiévale remaniée aux XVIIe et XVIIIe siècles ». En place dès la fin des années 1950, les jardins ouvrent au public en 1993. Ils font l'objet d'une transformation depuis 2017.

## Galerie

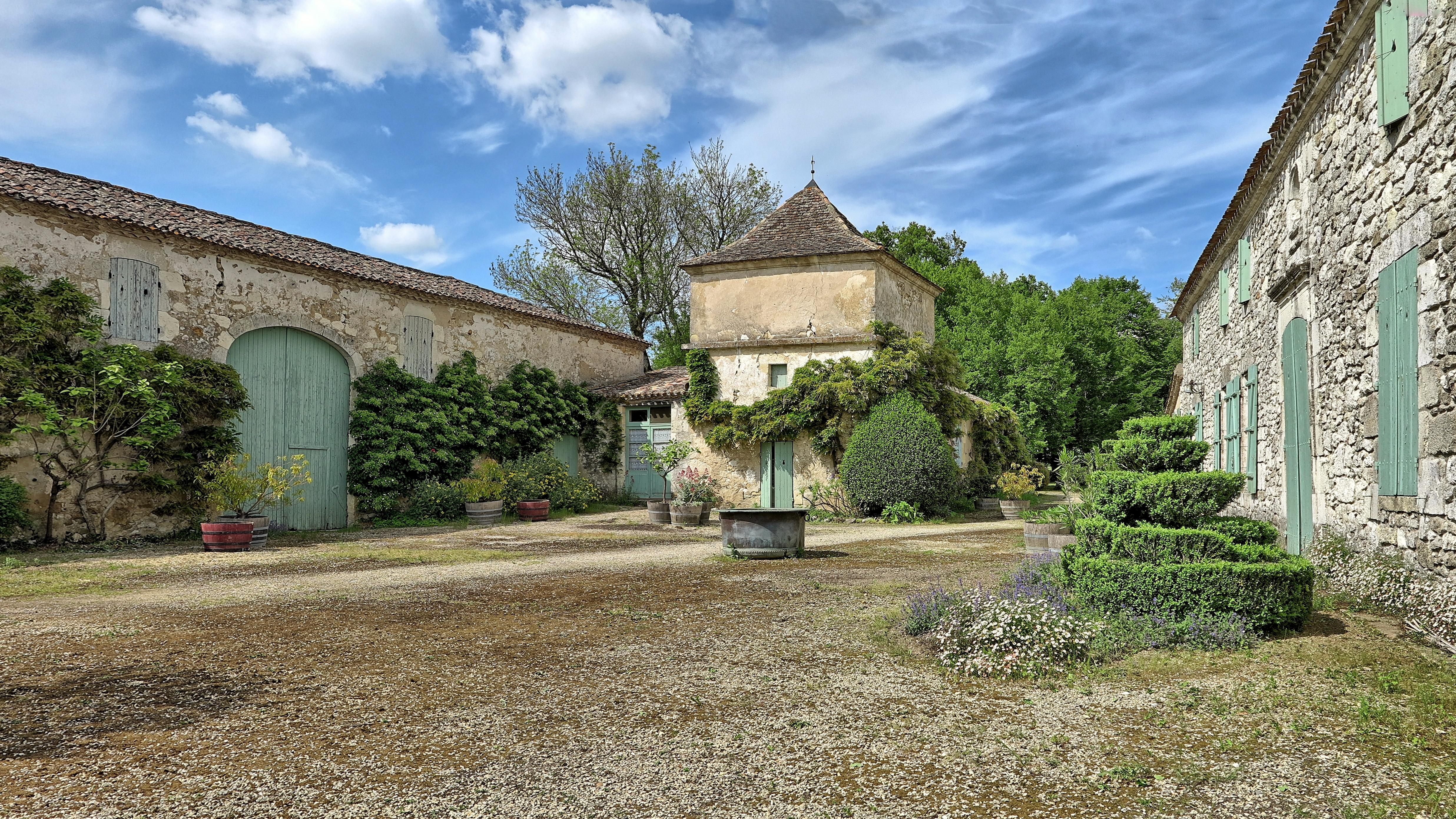
La cour des senteurs et le pigeonnier.
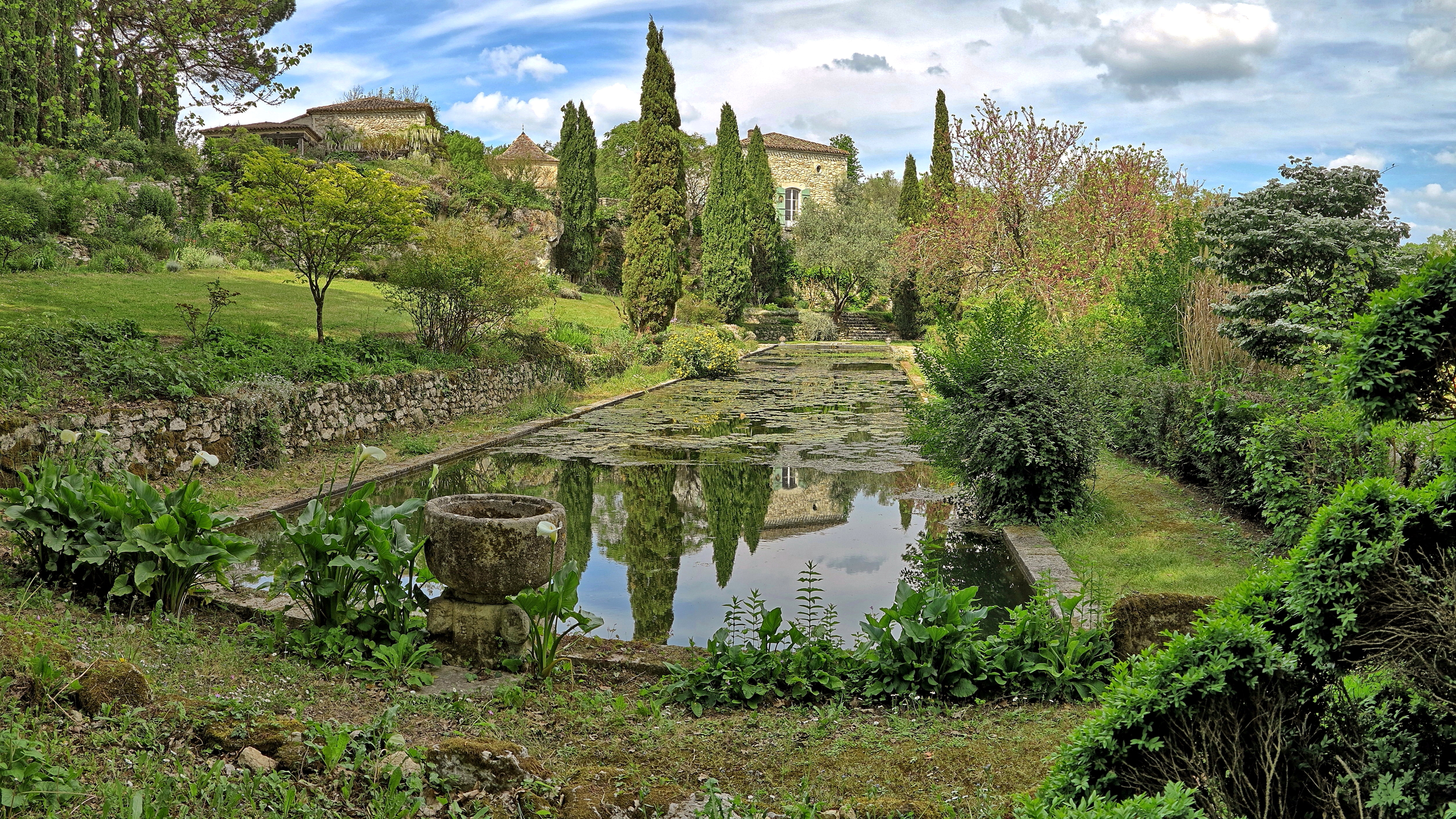
Vue générale sur le grand bassin.
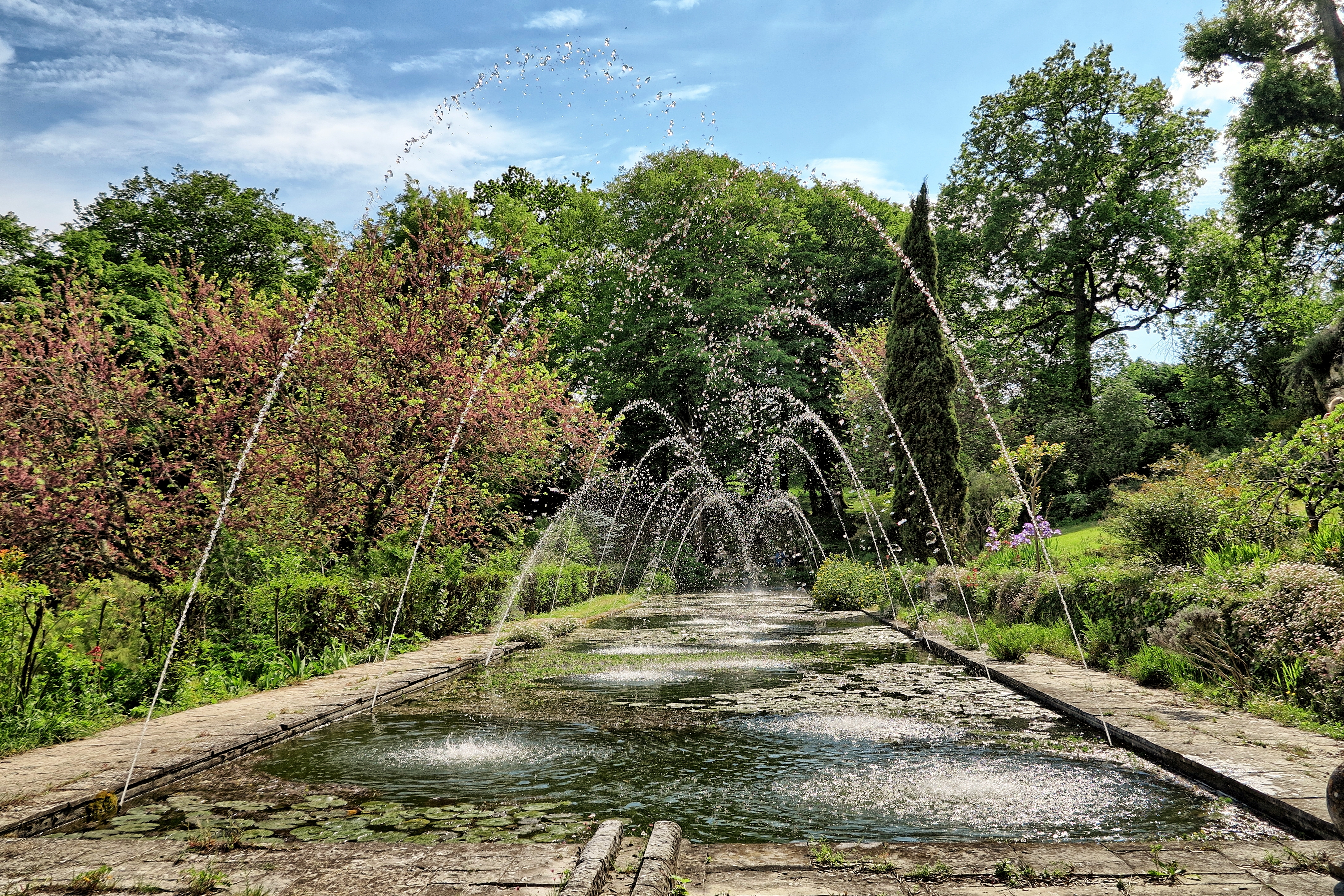
Jeux d'eau sur le grand bassin.
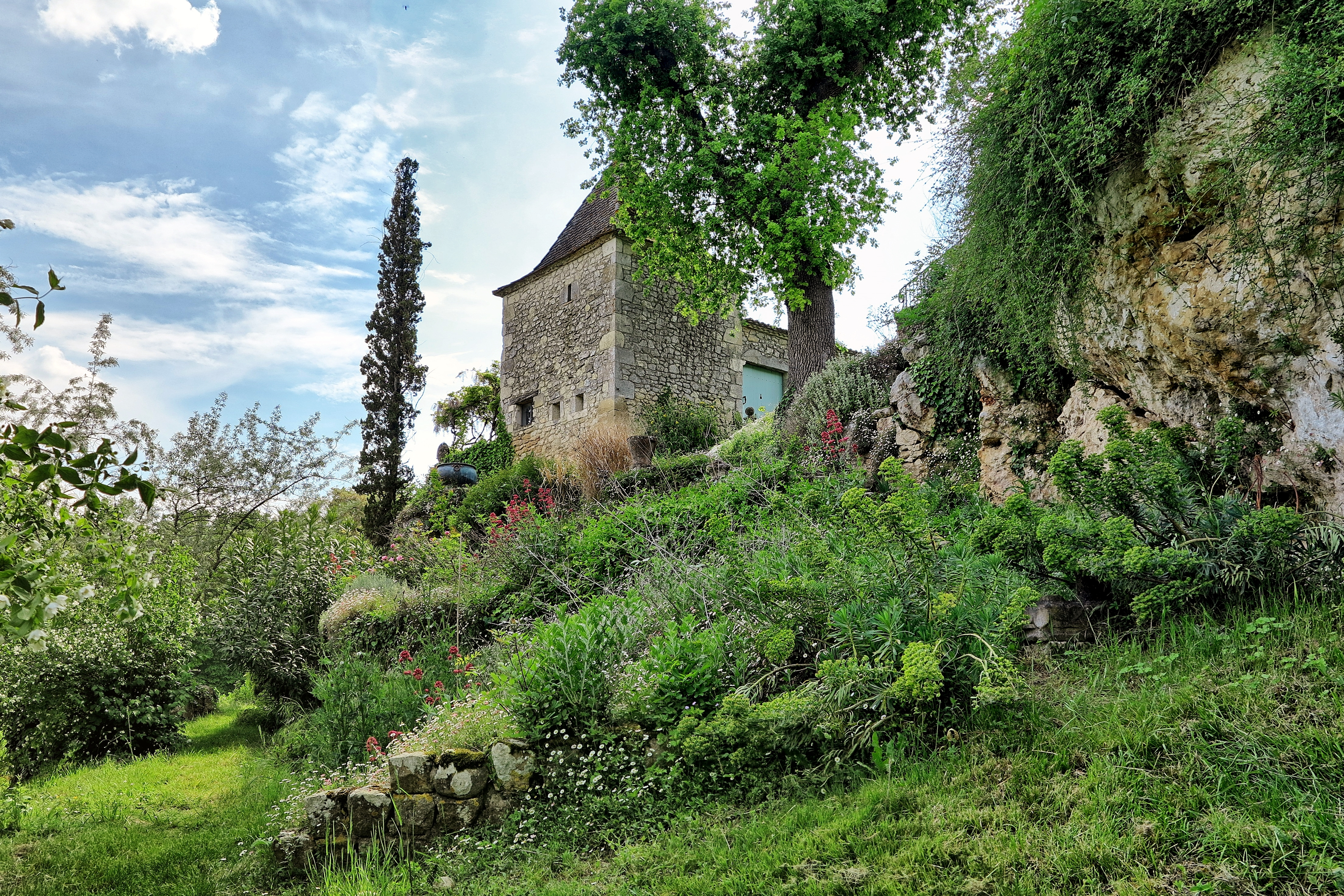
La tour de défense médiévale.